# Дюсьметьево (Оренбургская область)
Дюсьметьево— село в Пономарёвском районе Оренбургской области, административный центр Дюсьметьевского сельсовета.

## География
Находится на расстоянии примерно 13 километров по прямой на юго-восток от районного центра села Пономарёвка. 

## Климат
Климат резко континентальный, засушливый. Зима холодная, малоснежная, лето жаркое с частыми суховеями, быстрый переход от зимы к лету, короткий весенний период, недостаточность атмосферных осадков, сухость воздуха, интенсивность процессов испарения и обилие прямого солнечного освещения в течение весенне-летнего сезона. Среднегодовая температура воздуха +2,6°С; среднемесячная температура самого холодного месяца (январь) -8,2°С, самого теплого месяца (июль) 25,7°С; среднегодовое количество атмосферных осадков – 464 мм. Безморозный период составляет в среднем 150 дней в году. Летом почти ежегодно наблюдаются засушливые и суховейные периоды.

## История
Известно с 1747 года. Названо по имени первопоселенца, прибывшего из Казанского уезда. Жители обслуживали почтовую службу на рядом расположенной Ново-Московской дороге. В советское время работал колхоз «12-я годовщина Октября». 1993 год – построена мечеть. Упоминается в повести А. С. Пушкина «Капитанская дочка», где Пугачев хвалится Гриневу, что гнал генерала Кара «от Юзеевой до Дюсметьеволй».

## Население
Постоянное население составляло 727 человек в 2002 году (татары 97%),  602 в 2010 году.